# Eberhard von Kuenheim Stiftung

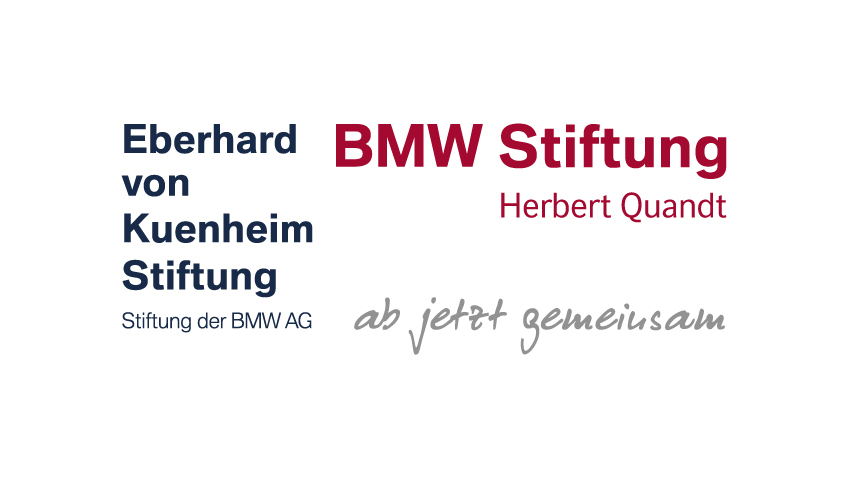
Logo zur Zusammenführung der BMW Stiftung Herbert Quandt und der Eberhard von Kuenheim Stiftung

Die Eberhard von Kuenheim Stiftung ist eine öffentliche Stiftung bürgerlichen Rechts der BMW AG. Sie wurde von der BMW AG im Jahr 2000 zu Ehren des langjährigen Vorstands- und Aufsichtsratsvorsitzenden, Eberhard von Kuenheim, gegründet und hat ihren Sitz in München. Sie hat den Auftrag, unternehmerisches Denken und Handeln zu fördern – über den wirtschaftlichen Kontext hinaus.
Im März 2016 haben die beiden Stiftungen der BMW Group, die BMW Stiftung Herbert Quandt und die Eberhard von Kuenheim Stiftung ihre Stärken und Ressourcen gebündelt. Seitdem treten sie gemeinsam unter dem Namen BMW Foundation Herbert Quandt auf.

## Kuratorium und Vorstand
Seit März 2016 ist der Vorstand und das Kuratorium der beiden BMW-Stiftungen (Eberhard von Kuenheim Stiftung und BMW Stiftung Herbert Quandt) identisch: Vorsitzender des Kuratoriums ist Joachim Milberg, ehemaliger Vorstandsvorsitzender der BMW AG. Weitere Mitglieder sind der Gründer der Boston Consulting Group in Deutschland, Bolko von Oetinger, Friedrich Eichiner als Vorstandsmitglied der BMW AG, die Geschäftsführerin des Instituts für Demoskopie Allensbach Renate Köcher, die Aufsichtsratsmitglieder der BMW AG Stefan Quandt und Norbert Reithofer, das Kuratoriumsmitglied der BMW AG Maximilian Schöberl und der Intendant des Bayerischen Rundfunks Ulrich Wilhelm.
Eberhard von Kuenheim hatte von 2000 bis 2010 den Vorsitz des Kuratoriums inne. 2010 wurde er auf Lebenszeit zum Ehrenvorsitzenden des Kuratoriums bestellt.

## Arbeitsweise und Themen
Unter dem Motto „freude am neu:wagen“ entwickelt, erprobt oder begleitet die Eberhard von Kuenheim Stiftung neue Lösungsmodelle für aktuelle gesellschaftliche Fragestellungen. Mit Partnern aus Wirtschaft, Wissenschaft, Politik und gemeinnützigem (Drittem) Sektor schafft sie durch konkrete Projekte Räume für gesellschaftliche Innovation und Verantwortung. Nach Abschluss der Pilotphase werden die Projekte in die Selbstständigkeit überführt, mit dem Anspruch, im Alltagseinsatz Wirkung zu zeigen.
Die Stiftung versteht sich mit ihrer Arbeit als Manufaktur für gesellschaftliche Verantwortungsräume.
Die Stiftungsprojekte werden in Zusammenarbeit mit Experten und Projektpartnern entwickelt mit dem Ziel, die Pilotprojekte nach der erfolgreichen Erprobung und mit Wirkungsnachweis in die Selbstständigkeit zu überführen. Durch die Projekte sollen in ausgewählten gesellschaftlichen Verantwortungsräumen – wie zum Beispiel Schulen, Universitäten und Unternehmen – konkrete Antworten auf gesellschaftliche Herausforderungen gegeben werden. Die Kernelemente der Stiftungsarbeit sind die kollegiale Beratung und die Einbindung von Kooperationspartnern, die sich pro bono in den Stiftungsprojekten engagieren.
Die Stiftung arbeitet ausschließlich operativ und nicht fördernd. Das heißt, sie entwickelt selbst Projekte und vergibt keine Stipendien und keine finanzielle Unterstützung an andere Initiativen.

## Die Partner der Stiftung
Die Stiftung arbeitet mit Experten aus Wirtschaft, Wissenschaft, Politik und gemeinnützigem Sektor systemübergreifend zusammen. So soll eine langfristige Beteiligungsstruktur als Vorbild einer lebendigen Zivilgesellschaft entstehen.

## Projekte
Die Themenschwerpunkte der Stiftungsarbeit liegen in den Bereichen Bildung, Arbeit und nachhaltiges Handeln. Die Stiftung entwickelt in diesen Bereichen Lösungsansätze mit Wirkungsnachweis für relevante gesellschaftliche Fragestellungen. Die Projekte der Stiftung sollen einen Beitrag für eine sich selbsttragende Gesellschaft leisten.

### Sinnvestition
Im Projekt „Sinnvestition“ setzt die Stiftung in Kooperation mit der BMW Stiftung Herbert Quandt die Kapitalanlageform Impact Investing in ihrer eigenen Vermögensverwaltung um und möchte auch andere Stiftungen dazu animieren, sich diesem Thema zu öffnen. Der in Deutschland bisher noch eher unbekannte Ansatz des „Impact Investing“ oder auch „wirkungsorientiertes Investieren“ zielt darauf ab, Kapitalanlage neben einer finanziellen Rendite auch eine gesellschaftliche und/oder ökologische Wirkung zu erzielen. In diesem Zusammenhang wird häufig von einer doppelten Rendite gesprochen.
Das Global Impact Investing Network (GIIN) definiert Impact Investing anhand von vier Kriterien: (1) Intention, durch das Investment eine soziale/ökologische Wirkung zu erzielen, (2) finanzielle Renditeerwartung, (3) unterschiedliche Renditeerwartungen und Asset-Klassen, (4) messbare soziale Wirkung.
Impact Investing geht somit über das „sozial verantwortliche Investieren“ (socially responsible investing) SRI das zum Beispiel die Festlegung von Ausschlusskriterien umfasst Ausschlusskriterien (Kinderarbeit, Antipersonenminen etc.), hinaus. Mit Impact Investing als Anlagestrategie soll nicht nur ein möglicher Schaden vermieden werden. Der Einsatz des Kapitals soll explizit dazu beitragen, ein soziales oder ökologisches Problem zu lösen. Vor allem in der aktuellen Niedrigzinsphase stellen Impact Investments für Stiftungen somit einen Hebel dar, um mit der Vermögensanlage die Wirkung ihrer Arbeit zu erhöhen.
Mit dem Projekt Sinnvestition versucht die Stiftung Wissen und Erfahrungen über die Möglichkeiten, Chancen und Risiken des Impact Investing in die Stiftungswelt zu tragen. Unter anderem wurde dafür 2013, zusammen mit dem Bundesverband Deutscher Stiftungen, ein Expertenkreis Impact Investing ins Leben gerufen, dem Vertreter aus 15 Stiftungen (u. a. Schweisfurth-Stiftung, Hoffnungsträger Stiftung, BMW Stiftung Herbert Quandt, Castringius-Stiftung und Bertelsmann Stiftung) angehören. Im Rahmen der vierteljährlichen Treffen werden Fragen rund um den Investmentprozess, die Änderung der Anlagerichtlinien, die rechtlichen Voraussetzungen für Impact Investing etc. diskutiert.
Die Eberhard von Kuenheim Stiftung selbst hat bereits eine Reihe von Impact Investments getätigt. Hierzu zählen Investitionen in das Projekt Joblinge, in den Bildungsfonds brain capital, in den Windpark Leipzig, in den Social Impact Bond JUVAT (Modellprojekt Eleven Augsburg), das Impact Hub Global Network oder den MRI Pilotfonds Bildung.

### Initiative Verantwortung unternehmen
Verantwortung unternehmen ist eine Initiative der Stiftung, die Unternehmen und deren Führungskräfte begleitet, konkrete Projekte im Bereich Nachhaltigkeit im Kerngeschäft ihrer Organisation zu implementieren. Grundgedanke ist dabei, gleichzeitig einen Nutzen für die Gesellschaft und einen Nutzen für das Unternehmen anzustreben: Unternehmen und Organisationen sind demnach nur zukunftsfähig, wenn sie im Kerngeschäft nicht nur Gewinn und Wachstum, sondern zugleich die langfristigen Anforderungen der Gesellschaft berücksichtigen.
Seit Start der Initiative im Jahr 2011 haben 40 Unternehmen teilgenommen und sich zum Thema Nachhaltigkeit und verantwortliches Wirtschaften begleiten und beraten lassen (Stand 2015). Der Jahrgang mit Campustagen und Umsetzungsphasen im Unternehmen ist Kernelement der Initiative und steht grundsätzlich allen Mitgliedern offen. Voraussetzung für die Teilnahme ist die Bewerbung mit einem relevanten Handlungsfeld, die Bereitschaft, an den mehrtägigen Veranstaltungen des Jahrgangs teilzunehmen sowie das Mandat der Teilnehmer durch die Unternehmensführung. Die Initiative spricht Organisationen aus unterschiedlichen Branchen und Sektoren an (Konzerne, kleine und mittlere Unternehmen, Einrichtungen der öffentlichen Hand, aus dem gemeinnützigen Sektor und Start-ups), die im Laufe von zwölf Monaten ein Projekt in ihrem Verantwortungsbereich erarbeiten und umsetzen.
Neben dem Jahrgang gibt es im Vorfeld einer Bewerbung die Möglichkeit, an Orientierungsveranstaltungen teilzunehmen (Verantwortung unternehmen erleben und Handlungsfeld-Workshop), um die Arbeitsweise der Initiative kennenzulernen und mögliche Handlungsfelder zu definieren. Im Nachgang eines Jahrgangs werden themenspezifische Veranstaltungen angeboten (z. B. Fokustage), um die Ergebnisse zu vertiefen und im Unternehmen zu verankern. Der Lehrstuhl der Ludwig-Maximilians-Universität für Controlling und Unternehmensrechnung begleitet die Jahrgänge wissenschaftlich und bei der Festlegung von Wirkungszielen.
Das Projekt wurde von der UNESCO-Kommission als Beitrag zur UN-Dekade „Bildung für Nachhaltige Entwicklung“ anerkannt.

### Lehr:werkstatt
Im Projekt Lehr:werkstatt wird einer Lehrkraft durch ein Matching, das auf dem Deferred Acceptance Algorithm der Nobelpreisträger Lloyd S. Shapley und Alvin E. Roth basiert, für die Dauer eines Schuljahres ein Lehramtsstudierender zugewiesen. Unter dem Motto „Mehr Mensch pro Schüler“ kann das Team mit Methoden des Teamteaching der steigenden Heterogenität im Klassenzimmer begegnen. Beide Tandempartner entwickeln dabei die eigene professionelle Persönlichkeit weiter: Die Lehrkräfte können neue Methoden ausprobieren, die Studierenden erhalten bei diesem intensiven Praktikum einen realitätsnahen Einblick in ihren zukünftigen Beruf. Die Schüler können individueller gefördert werden.
Das Projekt wird in Kooperation mit mehreren Universitätsstandorten angeboten. Die Universitäten bieten Begleitveranstaltungen und Kompetenzworkshops (z. B. zu Themen wie Classroom Management oder professionelles Beratungshandeln).
Das Projekt Lehr:werkstatt hat drei Ziele: Beitrag zur Kompetenzentwicklung und Motivation aktueller und zukünftiger Lehrkräfte, eine fundierte Entscheidung von Studierenden hinsichtlich ihrer Berufswahl und auf der Ebene der Schulentwicklung die Entwicklung von Leadership-Kompetenzen und eine Kulturveränderung in der Schule hin zu mehr Teamarbeit unter Lehrkräften.

### Junge Vor!Denker
Im Projekt „Junge Vor!Denker“ wenden die Kuenheim Stiftung und die Akademie Kinder philosophieren die pädagogische Methode Philosophieren mit Kindern auf Themen der Nachhaltigkeit an. Entwickelt wurde eine Fortbildung für Pädagogen und ein Buch mit Einheiten zum Philosophieren.
Das Projekt unterstützt die Bildung für nachhaltige Entwicklung und wurde von der UNESCO-Kommission als Beitrag zur UN-Dekade „Bildung für Nachhaltige Entwicklung“ anerkannt.

### Joblinge
Die Initiative Joblinge wurde mit der Boston Consulting Group ins Leben gerufen, um arbeitslosen Jugendlichen einen Anschluss in Ausbildung oder Anstellung zu ermöglichen. Hauptamtliche Mitarbeiter und ehrenamtliche Mentoren fördern die teilnehmenden Jugendlichen in einem sechsmonatigen Programm individuell und praxisorientiert. Das Ziel ist, dass die Teilnehmenden Schlüsselqualifikationen erlernen, soziale Kompetenzen trainieren und sich in verschiedenen Unternehmenspraktika eine konkrete Chance auf einen Ausbildungs- oder Arbeitsplatz erarbeiten. Organisiert ist das Projekt in regionalen gemeinnützigen Aktiengesellschaften (gAGs). Die Programme der gAGs werden von der öffentlichen Hand gefördert. Zusätzlich unterstützen Unternehmen die Standorte, indem sie Aktien zeichnen, Patenschaften übernehmen oder Trainings durchführen. Es gibt Standorte u. a. in Deggendorf, München, Berlin, Leipzig, Essen, Köln und Frankfurt am Main.

### Theresienthal
Theresienthal ist eine 1836 gegründete Glasmanufaktur in Zwiesel im Bayerischen Wald. 2000 und 2001 meldete die Glasmanufaktur Insolvenz an. Mit den Mitarbeitern der Glasmanufaktur und Partnern aus Wirtschaft, Politik und drittem Sektor startete die Stiftung eine Initiative zur Rettung des Traditionsunternehmens. Im August 2004 nahm Theresienthal die Arbeit wieder auf.

### Tatfunk
Im Projekt Tatfunk entwickeln Oberstufenschüler im Verlauf eines Schuljahres eine eigene Radiosendung und erhalten ein kleines Budget, mit dem sie eigenverantwortlich ihre Sendung produzieren. Journalistische Grundlagen bekommen die Schüler von einem Mediencoach und auf einer Lernplattform im Internet vermittelt. Weitere Lernziele sind es, ein Projekt von Beginn an selbst zu planen, als Projektteam zusammenzuarbeiten und die eigenen Ergebnisse der Öffentlichkeit zu präsentieren. Bei Tatfunk kooperiert die Stiftung u. a. mit BMW, dem Bayerischen Rundfunk und der Bayerischen Landeszentrale für neue Medien. Das Projekt läuft in sechs Bundesländern.

### Weitere Projekte
Weitere Projekte der Stiftung sind Lernen vor Ort/BiNet, remote_lab, Schule unternehmen, us!b und Unternehmen Region.

## Kooperationspartner
Kooperationspartner sind unter anderem:
- Boston Consulting Group[32]
- KPMG AG Wirtschaftsprüfungsgesellschaft
- Stadt München[29]
- Bayerische Landeszentrale für neue Medien[33]
- Bayerischer Rundfunk[34]
- Bayerisches Staatsministerium für Unterricht und Kultus[35]
- LVR – Zentrum für Medien und Bildung[36]
- BMW AG
- Akademie Kinder philosophieren[37]
- GRG Services Berlin GmbH & Co. KG[38]
- Hogan Lovells[39]